# Cleo Springs (Oklahoma)
Cleo Springs es un pueblo ubicado en el condado de Major en el estado estadounidense de Oklahoma. En el año 2010 tenía una población de 338 habitantes y una densidad poblacional de 225,33 personas por km².

## Geografía
Cleo Springs se encuentra ubicado en las coordenadas 36°24′17″N 98°26′28″O / 36.40472, -98.44111 (36.404703, -98.441168).

## Demografía
Según la Oficina del Censo en 2000 los ingresos medios por hogar en la localidad eran de $31,250 y los ingresos medios por familia eran $39,000. Los hombres tenían unos ingresos medios de $25,781 frente a los $15,893 para las mujeres. La renta per cápita para la localidad era de $14,824. Alrededor del 13.9% de la población estaban por debajo del umbral de pobreza.